# Cosmorhoe artica
Cosmorhoe artica är en fjärilsart som beskrevs av Schneid 1895. Cosmorhoe artica ingår i släktet Cosmorhoe och familjen mätare. Inga underarter finns listade i Catalogue of Life.